# Klîn, Mlîniv
Klîn (în ucraineană Клин) este un sat în comuna Smordva din raionul Mlîniv, regiunea Rivne, Ucraina.

## Demografie
Componența lingvistică a localității Klîn
     Ucraineană (98,48%)
     Rusă (1,52%)
Conform recensământului din 2001, majoritatea populației localității Klîn era vorbitoare de ucraineană (98,48%), existând în minoritate și vorbitori de rusă (1,52%).